# Тополиное (Одесская область)
Тополиное (укр. Тополине) — село, относится к Болградскому району Одесской области Украины.
Население по переписи 2001 года составляло 427 человек. Почтовый индекс — 68740. Телефонный код — 4846. Занимает площадь 0,387 км². Код КОАТУУ — 5121485502.

## История

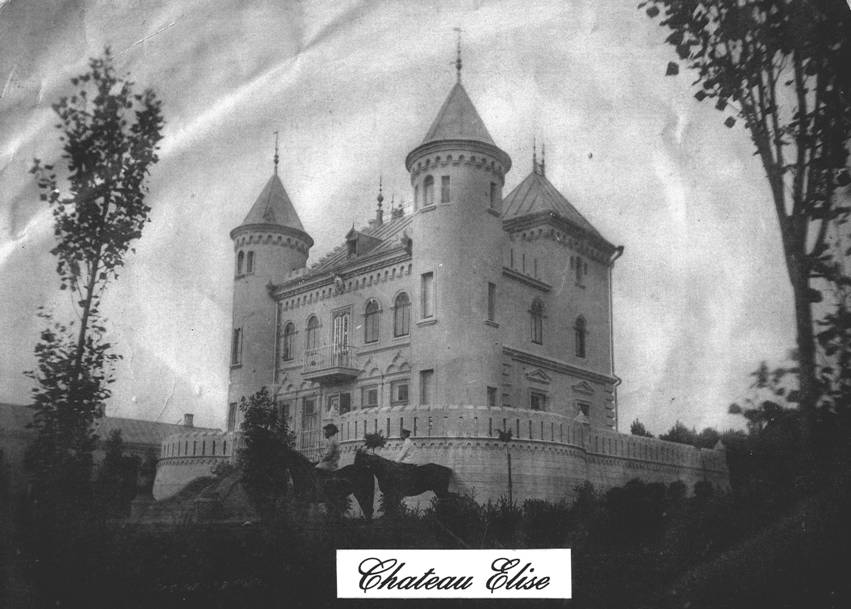
Замок Давыдова
Болградский район,с.Тополиное

В 1906 – 1911 годах,на месте современного с.Тополиное, по заказу крупного Болградского землевладельца Давыдова, был сооружен замок.
Здание находилось в живописном месте, в 700-х метрах от берега озера Ялпуг. Строение выполнено в виде замка, по углам здания имеются круглые башни из красного кирпича. Снаружи строение было украшено барельефами. На втором этаже имелась просторная терраса с открывающимся видом на озеро. Внутри здания имелись просторные залы, стены которого были украшены орнаментом (явно эти помещения предназначались для приемов, балов). К зданию замка прилегали и хозяйственные постройки.
В советское время здание замка использовалась под музей. В процессе создания художественных фильмов «Служили два товарища»  и «Ждите нас на рассвете» (1963г.) здание использовалось для съемок. В 70-е – 80-е годы в здании замка проводились занятия группы продленного дня, а также часть здания использовалась в качестве клуба.
Во второй половине 80-х здание пустовало и, так как местные власти не смогли обеспечить охрану объекта, замок был разрушен и разобран местными жителями для личных хозяйственных целей. К 1989-му году здание было разобрано до самого фундамента, после чего было внесено в перечень памятников истории и архитектуры.

## Население и национальный состав
По данным переписи населения Украины 2001 года распределение населения по родному языку было следующим (в % от общей численности населения):
По Оксамитненскому сельскому совету: украинский — 8,70 %; русский — 52,70 %; белорусский — 0,07 %; болгарский — 19,44 %; гагаузский — 10,09 %; молдавский — 6,80 %.
По поселку Оксамитное: украинский — 8,18 %; русский — 50,05 %; белорусский — 0,11 %; болгарский — 21,25 %; гагаузский — 11,48 %; молдавский — 6,48 %.
По поселку Тополиное: украинский — 9,84 %; русский — 58,55 %; болгарский — 15,46; гагаузский — 7,03 %; молдавский — 7,49 %.

## Местный совет
68740, Одесская обл., Болградский р-н, с. Оксамитное, ул. Суворова, 10